# Родхоцеты
Родхоцеты (лат. Rodhocetus) — род вымерших млекопитающих из семейства протоцетид (Protocetidae) инфраотряда китообразных, живших во времена эоцена (лютетский век). Переходная форма между современными китами и их наземными предками.

## История изучения

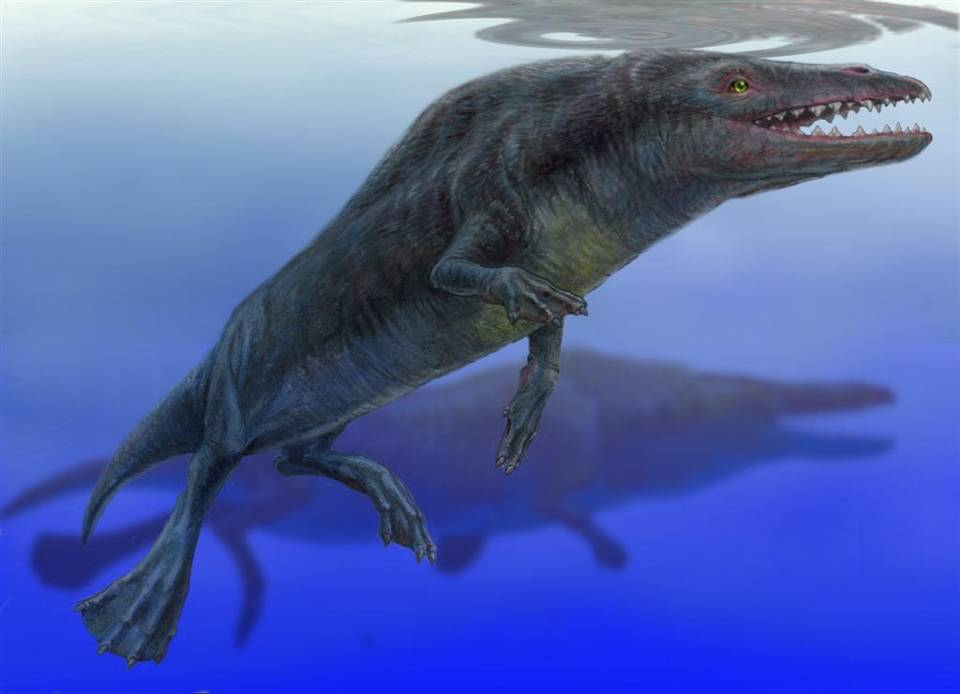
Иная реконструкция

Впервые ископаемые остатки, принадлежащие роду, были описаны Филипом Джинджеричем и коллегами в 1994 году по голотипу GSP-UM 3012 — частичному скелету, найденному Пакистане.

## Описание
Конечности у родхоцетов были меньшие, чем у более раннего амбулоцета, а тазовый пояс практически отделён от позвоночника. Родхоцеты жили в мелких морях, на сушу выходили, скорее всего редко, так как их ноги неспособны выдержать вес тела. Передвигались, скорее всего на манер тюленей, медленно и неуклюже. Первооткрыватель вида Филипп Джинджерич считает, что в воде животные передвигались при помощи задних ног, как выхухоль.

## Классификация
По данным сайта Paleobiology Database, на ноябрь 2020 года в род включают 2 вымерших вида:
- Rodhocetus balochistanensis Gingerich et al., 2001
- Rodhocetus kasranii Gingerich et al., 1994